# Nils-Olof Tillberg
Nils-Olof Christer Tillberg, född 3 oktober 1938, i Skeppsholms församling, Stockholm, död 20 oktober 2004 i Solna församling, Stockholms län, var en svensk militär.

## Biografi
Tillberg avlade studentexamen i Solna 1957. Han avlade sjöofficersexamen vid Sjökrigsskolan 1960 och utnämndes samma år till fänrik i flottan, där han befordrades till löjtnant 1962. I början av sin karriär tjänstgjorde han främst i artilleribefattningar på jagarna Småland, Gästrikland och Hälsingland samt på kryssaren Göta Lejon och på minfartygen Älvsnabben och Carlskrona. Han gick Tekniska kursen vid Militärhögskolan 1967–1969, befordrades till kapten 1968, gick kontrollofficersutbildning vid Tekniska högskolan i Stockholm 1969–1971, befordrades till örlogskapten 1972, var chef för Mekaniska kontrollen i Kontrollavdelningen i Huvudavdelningen för marinmateriel vid Försvarets materielverk (FMV) från 1972 och befordrades till kommendörkapten 1975. Därefter var han lärare vid Marinlinjen på Militärhögskolan 1977–1979 och chef för Planeringssektionen vid Sydkustens örlogsbas 1979–1983. År 1982 var han fartygschef på jagaren Halland under dess långresa till Medelhavet. Efter studier vid Försvarshögskolan tjänstgjorde han 1983–1993 som överingenjör åter vid FMV: till chefens förfogande i Kvalitetsavdelningen i Huvudavdelningen för kommersiell verksamhet 1983–1986, som chef för Vapen- och robotkontrollbyrån i Kvalitetsavdelningen i Huvudavdelningen för kommersiell verksamhet 1986–1989 och som chef för Pjäsbyrån 1989–1993. Han befordrades till kommendör 1984. År 1993 valde Tillberg att i förtid pensionera sig från försvarsmakten för att som egen företagare arbeta med kvalitetsrevision. Som kvalitetsrevisor var han underleverantör till certifieringsföretaget Semko-Dekra, med vilket han samarbetade från 1995 till sin död.
Nils-Olof Tillberg invaldes 1979 som ledamot av Kungliga Örlogsmannasällskapet.